# ミスター (KARAの曲)
「ミスター」（英語: Mister）は、韓国の女性アイドルグループである、KARAの日本デビューシングル。

## 制作・構成
表題曲の「ミスター」は、2009年にリリースされた2ndアルバム『Revolution』に収録されている「ミスター（朝鮮語: 미스터）」の日本語版である。韓国語版の歌詞は初めて見かけた男性に恋をするというものだが、日本語版では友達以上恋人未満の男性と恋人以上の関係に発展したいという女性の心情を歌うものに大きく変更されている。
日本のギタリストである高中正義が1996年に発表した楽曲「Guitar Wonder」がサンプリングとして使用している。2011年に高中が「ミスター」をカバーしており、アルバム『40年目の虹』に収録されている。

## パフォーマンス
セクシーに腰を動かす「ヒップダンス」が特徴的で、振付担当はペ・ユンジョンが担当した。なお、PVの衣装はその場面によって異なるが、いずれもへそ出しルックに男子風のズボン（ディッキーズ）、サスペンダーを垂らすというスタイルで共通している。

## 記録
日本レコード協会は2014年1月度から、有料音楽配信認定の「着うたフル（R）」と「PC配信（シングル）」の2つのカテゴリを「シングルトラック」に統合した。これにより「ミスター」がミリオンと認定された。

### オリコン
発売初週に2.9万枚を売り上げ、2010年8月23日付けオリコン週間シングルランキングの5位に初登場した。海外女性グループのデビュー作TOP10入りは、1980年12月15日付けでノーランズが「ダンシング・シスター」で7位を記録して以来、29年8ヶ月ぶりの快挙である。

### 音楽配信サービス
2011年5月度の日本レコード協会による有料音楽配信認定において、「ミスター」が着うたフルダウンロード数75万に認定され、先に達成していたPC配信ダウンロード数25万と合わせ、洋楽としては史上初めてフル配信ミリオンを達成した。
「レコチョク2011年上半期ランキング」において、音楽ダウンロード(アルバム)ランキングで3位、「ミスター」が着信ムービーランキングで3位、ビデオクリップランキングで3位を獲得した。
「レコチョク年間ランキング2010」において、「ミスター」が、着信ムービーランキングで1位、ビデオクリップランキングで3位を獲得した。
「レコチョク2011年年間ランキング」において、「ミスター」が着信ムービーランキングで2位、ビデオクリップランキングで3位を獲得した。

### カラオケ
2011年上半期のカラオケリクエストランキング（調査期間：2011年1月1日～6月11日、第一興商 通信カラオケDAM調べ）において「ミスター」が楽曲別ランキングの2位となった。
2011年年間カラオケリクエストランキング（調査期間：2011年1月1日～11月30日、第一興商 通信カラオケDAM調べ）において「ミスター」が楽曲別ランキングの2位となった。

## リリース
2010年8月11日にユニバーサルシグマから、初回盤A・B・C、通常盤の4形態で販売された。初回盤A・B・Cはそれぞれジャケットと特典が異なり、通常盤は初回盤Cと同じ物が使われている。

## 収録曲

### 初回盤A・初回盤B・通常盤
| 全作曲: Han Jae-Ho, Kim Seung Soo。 |                        |                                                                    |                            |      |
| #                                   | タイトル               | 作詞                                                               | 作曲・編曲                 | 時間 |
| 1.                                  | 「ミスター」           | Song Soo Yoon, Han Jae-Ho, Kim Seung Soo, Natsumi Watanabe, PA-NON | Han Jae-Ho , Kim Seung Soo | 3:14 |
| 2.                                  | 「アンブレラ」         | Song Soo Yoon, Han Jae-Ho, Kim Seung Soo, Natsumi Watanabe         | Han Jae-Ho , Kim Seung Soo | 3:47 |
| 3.                                  | 「ミスター」(カラオケ) |                                                                    | Han Jae-Ho , Kim Seung Soo | 3:12 |

| #  | タイトル                             | 作詞 | 作曲・編曲 |
| -- | ------------------------------------ | ---- | ---------- |
| 1. | 「ミスター」(Music Clip)             |      |            |
| 2. | 「ミスター」(Dance Shot Ver.)        |      |            |
| 3. | 「ミスター」(Music Clipオフショット) |      |            |

### 初回盤C
| 全作曲: Han Jae-Ho, Kim Seung Soo。 |                                                                  |                                                                    |                           |      |
| #                                   | タイトル                                                         | 作詞                                                               | 作曲・編曲                | 時間 |
| 1.                                  | 「ミスター」                                                     | Song Soo Yoon, Han Jae-Ho, Kim Seung Soo, Natsumi Watanabe, PA-NON | Han Jae-Ho, Kim Seung Soo | 3:14 |
| 2.                                  | 「アンブレラ」                                                   | Song Soo Yoon, Han Jae-Ho, Kim Seung Soo, Natsumi Watanabe         | Han Jae-Ho, Kim Seung Soo | 3:47 |
| 3.                                  | 「ミスター」(カラオケ)                                           |                                                                    | Han Jae-Ho, Kim Seung Soo | 3:12 |
| 4.                                  | 「ミスター（オリジナル韓国語ヴァージョン）」(ボーナス・トラック) | Song Soo Yoon, Han Jae-Ho, Kim Seung Soo                           | Han Jae-Ho, Kim Seung Soo | 3:15 |

## リリース日一覧
| 地域 | リリース日    | レーベル           | 規格               | 規格品番  | 形態                                                                                         |
| ---- | ------------- | ------------------ | ------------------ | --------- | -------------------------------------------------------------------------------------------- |
| 日本 | 2010年8月11日 | ユニバーサルシグマ | CD+DVD             | UMCK-9371 | 初回盤A                                                                                      |
| 日本 | 2010年8月11日 | ユニバーサルシグマ | CD+32Pフォトブック | UMCK-9372 | 初回盤B                                                                                      |
| 日本 | 2010年8月11日 | ユニバーサルシグマ | CD                 | UMCK-9373 | - 初回盤C - ボーナス・トラックに「ミスター」のオリジナル韓国語ヴァージョンが収録されている。 |
| 日本 | 2010年8月11日 | ユニバーサルシグマ | CD                 | UMCK-5286 | 通常盤                                                                                       |

## カバー
| 曲名         | アーティスト | 収録作品       | 発売日        | 備考 |
| ------------ | ------------ | -------------- | ------------- | ---- |
| 「ミスター」 | 高中正義     | 『40年目の虹』 | 2011年7月20日 |      |